# Synagoga w Żelechowie
Synagoga w Żelechowie – było to miejsce modlitw wyznawców judaizmu położone na terenie obecnego parku. Bożnica została zniszczona podczas okupacji niemieckiej, a rozebrano ją tuż po wojnie.

## Historia
Pierwszą drewnianą bożnicę wybudowano w pierwszej połowie XVIII wieku. Wyraził na to zgodę biskup krakowski Konstanty Felicjan Szaniawski, pod warunkiem opłacania przez Żydów 100 florenów rocznie na rzecz kościoła w Żelechowie. W 1750 roku kolejny biskup krakowski Andrzej Stanisław Załuski wydał pozwolenie na remont dachu budynku. W dokumencie można w m.in. przeczytać:
...  My zaś, mając na uwadze, że chociaż Żydzi przez wykonywanie swoich obrzędów grzeszą, to jednak dla przyczyn znanych Kościołowi, tolerujemy aby niewierni Żydzi w mieście Żelechowie poprawili dach synagogi, grożący ruiną ...
Dziesięć lat później podwyższono opłatę do 180 florenów. Jako data budowy synagogi podawany jest też okres 1770–1780, kiedy żelechowskim rabinem był Lewi Izaak z Berdyczowa. Początek XIX wieku podawany jest jako czas budowy drewnianej, parterowej synagogi z czterospadowym dachem służącej później jako heder. Musiał być to dużo obiekt, gdyż fragmenty książki S. Strumph-Wojtkiewicza pt. Traugutt, opisuje zadziwienie Traugutta tym, że synagoga w Żelechowie jest widoczna już z oddali, znacznie wcześniej niż kościół parafialny (który w pierwszej połowie XIX wieku, nie miał jeszcze wież).

Wjeżdżając  do  Żelechowa  Traugutt  najpierw  zobaczył wysoki  dach  bóżnicy wyłaniający się nad gromadką małych domków i stodół.  Najpierw  widać  było z drogi bóżnicę, a dopiero potem kościół. Kościół choć stoi na wzgórku, jest położony niżej... i nie ma wieży
Co do daty budowy murowanej synagogi źródła są sporne jedne podają, że miało to miejsce około 1900 roku, inne  podają rok 1885. Podczas II wojny światowej, 14 września 1939 roku hitlerowcy spalili synagogę, wraz z uwięzionymi w niej Żydami. Po wojnie Zarząd Komisaryczny Żelechowa zarządził rozbiórkę budynku, a materiały sprzedał okolicznym chłopom. W miejsce synagogi powiększono park.

## Budynek
Był to budynek murowany, neobarokowy, usytuowany w zachodniej części obecnego parku. Bogato zdobiony front znajdował się od strony obecnej ulicy Piłsudskiego. Bożnica oparta była na planie czworokąta, przykryta dwuspadowym dachem ze szczytem skierowanym do frontu. Tył bożnicy miał formę absydy posiadającej podwójne drzwi i trzy okna w piętrze. Fasada była bogato zdobiona. Wnętrze było natomiast skromne, pośrodku znajdowała się bima - podwyższenie przykryte daszkiem wspartym na sześciu metalowych słupach. Był to bardzo duży obiekt, dorównywał wielkością kościołowi parafialnemu i był jedną z większych synagog w Polsce.

## Otoczenie i znaczenie synagogi
Przed 1802 rokiem, kiedy to władze austriackie nakazały przeniesienie cmentarzy poza teren miasta, wokół synagogi grzebano zmarłych. W pobliżu istniała także szkoła dla chłopców żydowskich, mieszcząca później w budynku dawnej, drewnianej synagogi. W samej bożnicy poza modlitwami odbywały się także zebrania i sądy. Wokół synagogi koncentrowała się życie żydowskiej społeczności Żelechowa. Przy ulicy rabina Majzelsa (obecnie Ludwika Pudły) znajdowała się siedziba gminy żydowskiej i mykwa.
W pobliżu znajdował się także duży, drewniany zajazd pochodzący prawdopodobnie z końca XVIII wieku. Budynek został spalony jeszcze przed utworzeniem w Żelechowie getta.